# 磯部十蔵
磯部 十蔵（十藏、いそべ じゅうぞう、1837年8月28日（天保8年7月28日）- 1905年（明治38年）5月24日）は、幕末の徳山藩士、明治期の政治家・農業指導者。衆議院議員。

## 経歴
周防国都濃郡河内村出合（山口県都濃郡河内村、久保村を経て現下松市）で生まれた。文学、武術を学んだ。幕末、国事に奔走。徳山藩山崎隊司令官、同藩新隊招募掛兼政府御用掛を務めた。
1879年（明治12年）山口県会議員に選出された。県下の公共事業の推進に尽力。1894年（明治27年）3月、第3回衆議院議員総選挙（山口県第4区、無所属）で初当選。同年9月の第4回総選挙（山口県第4区、無所属）でも再選され、衆議院議員に連続2期在任した。
1897年（明治30年）から数年間、山口県内原野の下戻出願に尽力した。晩年は、防長米の改良に尽力し、防長改良米事務長を務めた。その他、山口協同会社取締役に在任した。
1905年月5月、病のため死去した。